# Кливланд (Џорџија)
Кливланд (енгл. Cleveland) град је у америчкој савезној држави Џорџија. По попису становништва из 2010. у њему је живело 3.410 становника.

## Демографија
Према попису становништва из 2010. у граду је живело 3.410 становника, што је 1.503 (78,8%) становника више него 2000. године.
| Група             | 2000.         | 2010.         |
| Белци             | 1.632 (85,6%) | 2.897 (85,0%) |
| Афроамериканци    | 204 (10,7%)   | 236 (6,9%)    |
| Азијати           | 6 (0,3%)      | 35 (1,0%)     |
| Хиспаноамериканци | 38 (2,0%)     | 149 (4,4%)    |
| Укупно            | 1.907         | 3.410         |